# Devin Hester
Devin Devorris Hester (Flórida, 4 de Novembro 1982) é um ex-jogador de futebol americano que atuava na posição de wide receiver, já tendo jogado também de cornerback, na National Football League.
Hester foi draftado na segunda rodada do Draft de 2006 pelos Chicago Bears. Ele rapidamente se destacou como retornador de chutes, e posteriormente tornou-se um dos wide receivers titulares. Hester possui o recorde da NFL de mais retornos para touchdowns (punts e kicks combinados) e de mais touchdowns em retornos de punt. De 2007 a 2012, os Bears utilizaram ele tanto no ataque, quanto no time de especialistas. Ele jogou college football pela Universidade de Miami, onde ele foi o primeiro jogador da história recente da universidade a jogar no ataque, na defesa e no time de especialistas.
Em 8 de fevereiro de 2024, em seu terceiro ano de eligibilidade, Hester foi introduzido no Pro Football Hall of Fame, tornando-se o primeiro especialista em retornos a entrar no Hall da Fama.

## Lista de Recordes na NFL
- Touchdowns combinados de retorno, carreira: 20 (14 punts, 5 kickoffs, 1 field goal perdido) [4]
- Mais touchdowns não ofensivos, carreira:20 [5]
- Mais touchdowns de retorno de punt e kickoff, carreira: 19 [6]
- Touchdowns em retorno de punt, carreira: 14 [7][6]
- Touchdowns em retorno de punt, temporada: 4 (2007) [8] [6]
  - empatado com outros jogadores
- Touchdowns em retorno de kickoff, jogo: 2 (Chicago Bears versus St. Louis Rams, 11 de Dezembro de 2006) [6] [9]
  - empatado com vários outros jogadores
- Touchdowns combinados de retorno, temporada: 6 (2007) (4 punts, 2 kickoffs) [6]
- Touchdowns combinados de retorno, novato, temporada: 5 (2006) (3 punts, 2 kickoffs) [6]
- Touchdowns combinados de retorno, jogo: 2, duas vezes [6]
  - 2, Chicago Bears versus St. Louis Rams, 11 de Dezembro de 2006 (2 kickoffs)
  - 2, Chicago Bears versus Denver Broncos, 25 de Novembro de 2007 (1 punt, 1 kickoff)
  - empatado com outros jogadores
- Touchdowns não-ofensivos, temporada: 6, duas vezes [10]
  - 6, 2006 (3 punts, 2 kickoffs, 1 field goal perdido)
  - 6, 2007 (4 punts, 2 kickoffs)

Recordes da franquia (Chicago Bears)
- Mais retornos de punt, carreira: 264 [11]
- Mais jardas em retornos de punt, carreira: 3,241 jardas [11]
- Mais jardas em retornos de punt, temporada: 651 jardas (2007) [12]
- Mais jardas em retornos de punt, jogo: 152 jardas, versus Arizona Cardinals, 16 de Outubro de 2006
- Maior média de jardas por retorno de punt, temporada [min. 15 retornos]: 17.1 (2010) [12]
  - (Hester retornou 33 punts para 564 jardas).
- Maior média de jardas por retorno de punt, jogo [min. 3 retornos]: 40.7, versus Detroit Lions, 13 de Novembro de 2011
  - (Hester retornou 3 punts para 122 jardas).
- Mais touchdowns em retornos de punt, carreira: 13 [11]
- Mais touchdowns em retornos de punt, temporada: 4 [12]
- Mais touchdowns em retornos de punt, jogo: 1
  - Conseguido diversas vezes e empatado com outros jogadores
- Mais fair catches em retornos de punt, carreira: 79
- Mais retornos de kickoff, carreira: 222 [11]
- Mais jardas em retornos de kickoff, carreira: 5,510 jardas [11]
- Mais jardas em retornos de kickoff, jogo: 249 jardas versus Minnesota Vikings, 15 de Setembro de 2013
- Maior média de jardas por retorno de kickoff, jogo [min. 3 retornos]: 56.3, versus St. Louis Rams, 11 de Dezembro de 2006
  - (Hester retornou 4 kickoffs para 225 jardas).
- Mais touchdowns em retornos de kickoff, jogo: 2, versus St. Louis Rams, 11 de Dezembro de 2006
- Mais jardas em retornos combinados, carreira: 8,751 jardas (p-3,241, k-5,510) [11]
- Mais jardas em retornos combinados, jogo: 314 jardas, versus Detroit Lions, 30 de Setembro de 2007 (p-95, k-219)
- Mais touchdowns em retornos combinados, carreira: 18 (p-13, k-5) [11]
- Mais touchdowns em retornos combinados, temporada: 6 em 2007 (p-4, k-2) http://www.pro-football-reference.com/teams/chi/single-season-returns.htm
- Mais touchdowns em retornos combinados, jogo: 2, duas vezes
  - 2, versus St. Louis Rams, 11 de Dezembro de 2006 (2 kickoffs)
  - 2, versus Denver Broncos, 25 de Novembro de 2007 (1 punt, 1 kickoff)
- Jogada mais longa: 108 jardas, versus New York Giants, 12 de Novembro de 2006 (empatado com Nathan Vasher)